# Tillamooks
Pour les articles homonymes, voir Tillamook.
Les Tillamooks sont un peuple amérindien de l'Oregon occidental, aux États-Unis, parlant une langue de la famille Salish. Le mot Tillamook lui-même est un mot Chinook signifiant probablement « pays aux eaux nombreuses » ou « hommes de Nehalem ». Les Tillamooks étaient aussi appelés Calamoxes autrefois. 

## Population
En 1805, la population des Tillamooks était estimée à environ 2 200. En 1950, elle comptait moins de 250 personnes, en 1990, on estimait qu'une cinquantaine de descendants vivaient dans l'Oregon.

## Lieu
À l'arrivée des Européens en Amérique du nord, les Tillamooks vivaient le long de la côte dans le nord actuel de l'Oregon. La région s'étendait de la rivière Siletz jusqu'à la rivière Nehalem.

## Langue
Le Tillamook est une langue salish, dont les formes dialectales incluent le Nehalem, le Nestucca, le Nechesnan (Rivière Salmon) et le Siletz (qui est le Tillamook à proprement parler).

## Histoire
Le premier contact reconnu entre Tillamooks et non-autochtones se produisit en 1788, bien que des marques de petite vérole font supposer des rencontres antérieures. Un contact régulier avec les marchands commença après 1811. Les épidémies comme celle de la malaria, la syphilis ainsi que d'autres maladies, les armes et l'alcool réduisirent dans les années 1830 la population Tillmaook d'environ 90 %, ainsi que le nombre de leurs villages. En 1850, le Donation Land Claim Act mit gratuitement à la disposition des colons blancs de l'Oregon les terres des Tillamooks. Les Indiens renoncèrent à leurs terres dans un traité non ratifié de 1851 et les quelques Tillamooks restants durent abandonner officiellement leur pays et emménager dans une réserve, celle de Siletz ou celle de Grand-Ronde. Sous la conduite du pacifique chef Kilchis, les Tillamooks renoncèrent à participer aux guerres des années 1850. Le congrès mit fin officiellement à ses relations avec les Tillamooks en 1956. La Commission indienne de réclamation des terres s'efforça quelque peu entre 1958 et 1962 de rassembler une tribu dispersée et désorganisée.

## Religion
Les Tillamooks s'efforçaient de conquérir en hiver la force des esprits parce qu'ils pensaient qu'ils étaient en cette saison plus actifs et plus proches des hommes. Les chamanes renouvelaient leur force en janvier ou février par l'accomplissement d'une cérémonie qui incluait des chants et le partage d'aliments et de cadeaux avec des hôtes. Au cours des 5 à 15 jours de cette cérémonie, tous « ceux qui savaient » (ceux dotés de forces spirituelles) chantaient également. L'hiver était aussi le temps où l'on racontait des récits mythiques. Les caractères mythologiques étaient particulièrement importants pour les chamanes à cause de leur statut social et de leur capacité à former une relation à une personnalité mythologique, un signe naturel ou un esprit gardien. Des rituels accompagnaient aussi le premier usage annuel de différents aliments.